# Imeldina Schlesiger
Imeldina Schlesiger SSpS (* 5. September 1903 in Gauden, Ostpreußen; † 18. März 1943 in der Bismarcksee) war eine deutsche römisch-katholische Ordensfrau, Missionsschwester und Märtyrin.

## Leben
Agatha Schlesiger wuchs als fünftes von 9 Kindern eines Landwirts im Ermland auf. Sie besuchte die Schule in Mehlsack, wo sich das Missionshaus St. Adalbert der Steyler Missionare befand. Am 8. September 1924 trat sie im Alter von 21 Jahren in Steyl in das Missionshaus St. Michael der Steyler Missionsschwestern ein und begann am 8. Juni 1925 das Noviziat unter dem Ordensnamen Imeldina (nach Imelda Lambertini). Am 9. Juni 1927 legte sie in Steyl ihre Ersten Gelübde ab. Vom 23. April bis zum 3. November 1932 reiste sie (mit Zwischenaufenthalt auf den Philippinen) in die Papua-Neuguinea-Mission, wo sie in der Station Alexishafen am 4. Januar 1933 die Ewigen Gelübde ablegte. Dann wirkte sie als Lehrerin in der Malol-Mission (die 1998 von einem Erdbeben verwüstet werden sollte) und ab 1938 in der Station Boikin (East Sepik Province). Nach der Besetzung Neuguineas durch die japanischen Invasionstruppen wurde sie am 18. März 1943 zusammen mit Bischof Josef Lörks und zahlreichen weiteren Missionaren und Ordensschwestern auf dem Zerstörer Akikaze hingerichtet und ins Meer geworfen.

## Gedenken
Die Römisch-katholische Kirche in Deutschland hat Schwester Imeldina Schlesiger als Märtyrin in das deutsche Martyrologium des 20. Jahrhunderts aufgenommen.